# Bisher Al-Khasawneh
Bisher Al-Khasawneh (27 de janeiro de 1969) é um político e diplomata jordano. Foi Primeiro-ministro e Ministro da Defesa da Jordânia de 12 de outubro de 2020 a 18 de setembro de 2024.
Al-Khasawneh foi embaixador do seu paísno Egito, França, Quénia, Etiópia, União Africana, Liga Árabe, e junto da UNESCO. Foi Coordenador Geral e Diretor do Processo de Paz e Gabinete de Negociações na Jordânia. Foi Ministro de Estado para os Assuntos Exteriores entre 2016 e 2017. Foi Ministro de Estado para Assuntos Legais em 2017 e 2018. Foi conselheiro do rei Abdullah II da Jordânia para a Comunicação e Coordenação do Tribunal Real Hashemita de abril de 2019 a agosto de 2020.